# راسبودنستاک
راسبودنستاک (به لاتین: Rossbodenstock) یک کوه در سوئیس است که در کانتون گراوبوندن واقع شده‌است. راسبودنستاک ۲٬۸۳۶ متر بالاتر از سطح دریا واقع شده‌است.